# 5次方樂團
5次方樂團（英語：The Click Five，舊稱五重天樂團）是一支來自美國波士頓的樂團。他們第一首單曲「Just The Girl」在美國告示牌流行榜中取得好成績，從而使他們在美國漸漸走紅。他們第一張專輯"Greetings from Imrie House"（從天而降）於2005年8月16日推出。第二張專輯"Modern Minds and Pastimes"（摩登新世代）亦於2007年6月26日發行。2013年1月15日宣布解散。

## 樂團歷史

### 樂團組成（2001年至2004年）
Joe Guese、Ben Romans和Ethan Mentzer於波士頓就讀柏克萊音樂學院時，組成了一隊名為「Oscar Bravo」的樂隊。而Joey Zehr卻是另一隊樂團「For Reasons Unseen」的鼓手。當這兩隊樂團都解散後，Joe Guese、Ben Romans、Ethan Mentzer和Joey Zehr於2004年在柏克萊音樂學院組成了"The Click"樂團。當時他們四位正在努力尋找合適的人擔任樂團的主唱，Joey Zehr就邀請了他兒時在印第安納州的好友Eric Dill去試音，後來Eric Dill成功當上樂團主唱。Eric Dill於普渡大學完成課程後，搬到波士頓和團員一起居住，他們住的屋子被他們稱為"Imrie House"。

### 首張專輯及演唱會（2004年至2006年）
2003年他們自製一萬張的EP，在極短時間銷售一空，吸引唱片公司Lava/Atlantic注意。後來"The Click"於2004年秋天和Lava/Atlantic Records簽約。與此同時，他們也開始灌錄他們第一張專輯並決定改名「The Click Five」。
2005年5月，他們開始拍攝單曲「Just The Girl」的MV，並於6月發行。「Just the Girl」MV在Total Request Live排行榜中停留超過40天，更曾高企榜上第三名。他們第一張專輯「Greetings From Imrie House」（從天而降）於2005年8月16日正式發行。2005年秋天，他們與Ryan Cabrera和樂團The Veronicas合作，開始了巡迴演唱會。他們第二隻單曲「Catch Your Wave」亦於同年11月發行。他們於2006年上半年完成了北美洲的巡迴演唱會並在4月到新加坡及馬來西亞舉行演唱會。其後他們更到英國及愛爾蘭擔任英國樂團McFly演唱會的表演嘉賓。

### 電影「Taking Five」、新動向和新專輯（2006年至2013年）
2006年秋天，The Click Five開始於美國鹽湖城拍攝一套名為「Taking Five」的電影。後來，主唱Eric Dill決定離開The Click Five以便能夠於洛杉磯發展他的歌唱以及電影事業。2007年3月9日，他們於官方網頁正式宣佈Eric Dill離開The Click Five。他主唱的位置就由同樣於柏克萊音樂學院就讀的Kyle Patrick擔任。第一首由Kyle Patrick主唱的單曲「Jenny」於2007年春天發行，而他們的第二張專輯「Modern Minds and Pastimes」（摩登新世代）亦於2007年6月26日發行。第二隻單曲「Happy Birthday」和第三隻單曲「Empty」均在2007年10月，只在東南亞發行。
2008年3月，他們宣佈舉行「Modern Minds & Great Times World Tour08」，並於5月20日於香港舉行其中一站，且也在5月23日於台北會議中心舉行在台首場售票演唱會。

## 解散
5次方樂團在自己的Facebook頁面上宣布，他們已經正式分道揚鑣。他們表示，他們分道揚鑣，使他們可以繼續專注於他們個人的努力，經過了漫長的沉寂，並感謝他們這些年來支持他們的粉絲。 

## 音樂唱片

### 專輯
- Greetings From Imrie House (2005年8月16日)
- Modern Minds and Pastimes (2007年6月26日)
- TCV (2010年11月16日)

### 單曲
Greetings From Imrie House
- 2005年：
  - Just The Girl
  - Catch Your Wave
- 2006年：
  - Pop Princess
  - Say Goodnight
  - Voices Carry

聖誕單曲
- 2006年：
  - Silent Night（Acoustic）
  - My Girlfriend（Forgot Me This Christmas）

Modern Minds and Pastimes
- 2007年：
  - Jenny
  - Happy Birthday（只在東南亞發行）
  - Empty（只在東南亞發行）
- 2008年：
  - Flipside
  - Summertime

TCV
- 2010年：
  - I Quit! I Quit! I Quit! (只在廣播播放)
  - The Way It Goes (只在廣播播放)
  - Don't Let Me Go (只在廣播播放)

## 外部連結
- The Click Five 官方網頁（页面存档备份，存于）
- Myspace of The Click Five（页面存档备份，存于）